# クァルテット・エクセルシオ
クァルテット・エクセルシオ（Quartet Excelsior）は、日本の弦楽四重奏団。年間通して活動する常設の弦楽四重奏団として日本を代表する団体である。愛称は「エク」。

## 概要
年間通して80公演ほどを行う常設の弦楽四重奏団。 1994年に結成し、その2年後に青山音楽賞を受賞。第5回パオロ・ボルチアーニ国際弦楽四重奏コンクール（イタリア）で最高位を獲得するなど、他の日本の団体の追随を許さぬコンクール受賞歴をもつ。
2001年に定期演奏会と「ラボ・エクセルシオ」シリーズを開始。2008年に第19回新日鉄音楽賞フレッシュアーティスト賞を受賞（団体の受賞はこの賞の歴史で唯一）。2010年に発足したサントリーホール室内楽アカデミーではコーチング・ファカルティに就任、2011年には「クァルテット・プラス」シリーズを始め、また、北米の室内楽シリーズ（ホノルル）に招聘され成功を収めるなど、名実ともに日本の室内楽シーンを代表する存在となっている。
2014年に結成20周年を迎え、同年4月より翌2015年3月までの自主公演を結成20周年記念シリーズとして行った。2014年12月に、クァルテット・エクセルシオでの活動が評価され、チェロ大友肇が、第13回斎藤秀雄メモリアル基金賞を受賞した。また、2015年3月には、クァルテット・エクセルシオとして、第16回ホテルオークラ音楽賞を受賞した。
その活動は、
1. ベートーヴェン演奏を中心とする定期演奏会（東京で年2回、京都・札幌で年1回ずつ）
2. 現代音楽など弦楽四重奏のレパートリーの開拓
3. 意欲的なアウトリーチ活動

を3つの柱とし、近年では、ソリストの室内楽演奏のパートナーをつとめるなど、大編成室内楽の核となる演奏活動にも多く取り組んでいる。

## 歴代メンバー
- 第1ヴァイオリン
  - 1994年-　　　　　 西野ゆか
- 第2ヴァイオリン
  - 1994年-2002年　　遠藤香奈子
  - 2003年-2019年　　山田百子
  - 2019年-　　　　　 北見春菜
- ヴィオラ
  - 1994年-　　　　　 吉田有紀子
- チェロ
  - 1994年-　　　　　 大友肇

## エク・プロジェクト
クァルテット・エクセルシオの活動母体となっている芸術NPO。理事長は勝村務（北星学園大学准教授）、名誉会長は幸松肇（音楽プロデューサー・音楽評論家）。
「わたしたちの活動に期待してくださる方々とのつながりをファンクラブを超えたかたちで深めていきたい」とのクァルテット・エクセルシオの希望をうけ、「オーケストラの多くが財団法人（当時）であるように弦楽四重奏団もNPOとして活動していこう」との構想のもと、2004年に発足。2008年にはNPO法人としての認証を受ける。

## 主催シリーズ
- 定期演奏会
  - 東京定期演奏会（年2回）  2001年- 会場は主に東京文化会館小ホール
  - 京都定期演奏会（年1回）  2006年- 会場は主に青山バロックザール
  - 札幌定期演奏会（年1回）  2008年- 会場はすべて札幌コンサートホールKitara小ホール

ベートーヴェンを中心とする王道レパートリーに取り組むシリーズ。
東京定期演奏会は、2014年度、文化芸術振興費補助金「トップレベルの舞台芸術創造事業」に認定された。

- ラボ・エクセルシオ
  - 2001年-2007年 クァルテット世界めぐり 　（会場は第一生命ホール）
  - 2008年-2010年 20世紀・日本と世界 　（会場は第一生命ホール）
  - 2012年- 新章 現代から未来へ

現代音楽など弦楽四重奏のレパートリーの開拓を目指すシリーズ。第3シリーズとなる「新章 現代から未来へ」では、バルトークの作品をプログラムに継続的に盛り込むことがうたわれている。
2014年度、文化芸術振興費補助金「トップレベルの舞台芸術創造事業」に認定された。

- 弦楽四重奏の旅
  - 2014年-

弦楽四重奏の名曲を毎回異なる切り口からプログラミングする名曲コンサートシリーズ。年１〜２回開催。

- クァルテット・プラス
  - 2011年-2015年 会場は第一生命ホール

プログラム後半にゲスト奏者を迎えての五重奏を行い、弦楽四重奏の魅力を広くアピールしていくことを目指すシリーズ。これまでのゲストは、小山実稚恵（ピアノ）、小松亮太（バンドネオン）、大萩康司（ギター）、吉野直子（ハープ）。

- アラウンド・モーツァルト
  - 2011年-2015年 会場は第一生命ホール